# La Coronilla
La Coronilla är en ort i Mexiko.   Den ligger i kommunen Almoloya och delstaten Hidalgo, i den sydöstra delen av landet, 90 km öster om huvudstaden Mexico City. La Coronilla ligger 2 778 meter över havet och antalet invånare är 107.
Terrängen runt La Coronilla är kuperad, och sluttar västerut. Runt La Coronilla är det ganska tätbefolkat, med 56 invånare per kvadratkilometer. Närmaste större samhälle är Apan, 12,7 km väster om La Coronilla. Trakten runt La Coronilla består till största delen av jordbruksmark.